# Анна Татишвили
Анна Татишвили (на грузински: ანა ტატიშვილი) е грузинска тенисистка, родена на 3 февруари 1990 г. Най-високата ѝ позиция в ранглистата за жени на WTA е 69 място, постигнато на 7 май 2012 г. В турнирите от календара на ITF има 6 титли на сингъл и 4 на двойки.

## Финали на турнирите от WTA Тур

### Загубени финали на двойки (1)
| До 2009                  | От 2009                |
| ------------------------ | ---------------------- |
| Голям шлем (0)           |                        |
| Шампионат на WTA Тур (0) |                        |
| I категория (0)          | Задължителни висши (0) |
| II категория (0)         | Висши 5 (0)            |
| III категория (0)        | Висши (0)              |
| IV и V категория (0)     | Международни (1)       |

| финал № | дата              | турнир      | място  | настилка | партньорка     | съпернички на финала             | резултат               |
| 1.      | 18 септември 2011 | Бел Чалъндж | Квебек | твърда   | Джейми Хамптън | Ракел Копс-Джоунс Абигейл Спиърс | 0 – 6, 6 – 3, [6 – 10] |